# Jan Wojciech Gadomski

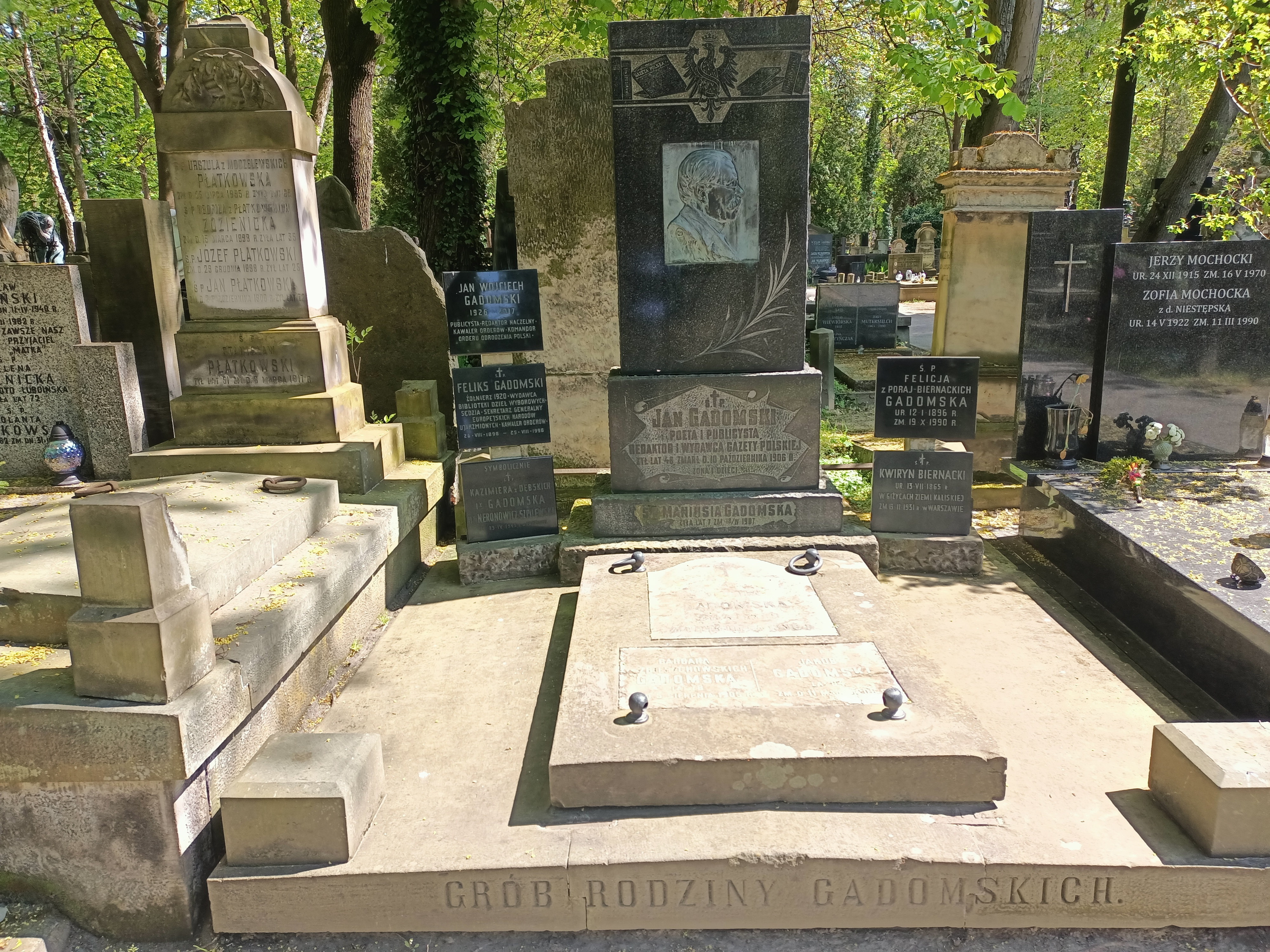
Grób Jana Wojciecha Gadomskiego na cmentarzu Powązkowskim

Jan Wojciech Gadomski (ur. 7 sierpnia 1926, zm. 5 czerwca 2017 w Warszawie) – polski dziennikarz i publicysta.

## Życiorys
W latach 1966–1976 piastował funkcję redaktora naczelnego Ośrodka Telewizji Polskiej w Katowicach, a następnie przed dwa lata kierował zespołem tygodnika „Panorama”. Był również korespondentem zagranicznym, w tym komentatorem wydarzeń międzynarodowych w Polskim Radiu.
13 czerwca 2017 został pochowany na Starych Powązkach w Warszawie.
Został odznaczony Krzyżem Komandorskim Orderu Odrodzenia Polski.